# Nemacheilus troglocataractus
Nemacheilus troglocataractus é uma espécie de peixe actinopterígeo da família Balitoridae.
Apenas pode ser encontrada na Tailândia.